# Pseudione tuberculata
Pseudione tuberculata är en kräftdjursart som beskrevs av Richardson1904. Pseudione tuberculata ingår i släktet Pseudione och familjen Bopyridae. Inga underarter finns listade i Catalogue of Life.